# Ribonukleaza T2
Ribonukleaza T2 (EC 3.1.27.1, ribonukleaza II, bazno nespecifična ribonukleaza, RNaza (bazno nespecifična), ribonukleaza bez bazne specifičnosti, nespecifična RNaza, RNaza Ms, RNaza M, RNaza II, Escherichia coli ribonukleaza II, ribonukleat nukleotido-2'-transferaza (ciklizacija), kiselinska ribonukleaza, RNKaza CL, Escherichia coli ribonukleaza I' ribonukleaza PP2, ribonukleaza N2, ribonukleaza M, kiselinska RNaza, ribonukleaza (bazno nespecifična), ribonukleaza (bazno nespecifična), RNaza T2, ribonukleaza PP3, ribonukleat 3'-oligonukleotidna hidrolaza, RNaza II, ribonukleaza U4) je enzim. Ovaj enzim katalizuje sledeću hemijsku reakciju
Dvostepeno endonukleolitičko razlaganje do nukleozid 3'-fosfata i 3'-fosfooligonukleotida sa 2',3'-cikličnim fosfatnim intermedijerima

## Spoljašnje veze
- Ribonuclease+T2 на 